# Al-Maghtas
Al-Maghtas (المغطس, arabsky „ponoření“) nebo také Betánie v Zajordání je lokalita Světového dědictví v jordánském guvernorátu al-Balka. Nachází se na východním břehu řeky Jordán 11 km od jejího ústí do Mrtvého moře. Ve starověku se zde nacházel významný brod Bethabara na cestě do Jericha, kde Izraelité vedení Jozuem vstoupili do Země zaslíbené. Evangelium podle Jana uvádí, že u ústí říčky Vádí Gharar do Jordánu Jan Křtitel pokřtil Ježíše Krista (podle některých autorů k tomu však došlo v nedalekém místě zvaném Qasr al-Jahúd, které je pod kontrolou Izraele). Poutě sem podnikali již první křesťané, byzantský císař Anastasios I. nechal u Jordánu postavit první kostel, který zanikl po povodni v 7. století, byl obnoven v 19. století a zničen zemětřesením v roce 1927. Vzhledem k vysychání Jordánu již místo křtu neleží na břehu řeky a je jím izolovaná vodní nádrž, nacházejí se zde vykopávky původních staveb a okolí má parkovou úpravu, plánuje se vybudování dvanácti kostelů s ubytovnami pro poutníky. Po šestidenní válce byla pohraniční oblast zaminována a teprve v roce 1994 byla zpřístupněna veřejnosti, v roce 2000 sem přijel papež Jan Pavel II., v roce 2009 Benedikt XVI. a v roce 2014 František. Místo navštíví okolo 80 000 turistů ročně, hlavní pouť se koná ve svátek Epifanie 6. ledna. Na seznam Světového dědictví byl al-Maghtas zapsán 5. července 2015.